# Grevena
Grevena (griechisch Γρεβενά [ɣrɛvɛˈna] (n. pl.), maz./serb. Grebena Гребена, aromun. Grebini) ist eine Stadt in Nordgriechenland. Seit 2010 ist sie gleichzeitig die flächengrößte Gemeinde des Landes, mit rund 1.862 km² ist sie etwas größer als die Großstadtgemeinde Istanbul, weist mit einer Bevölkerungszahl von etwa 25.500 aber nur ein Fünfhundertstel an Einwohnern auf.
Bis 2010 war Grevena Hauptstadt der gleichnamigen Präfektur in der Verwaltungsregion Westmakedonien, Griechenland. Mit der Verwaltungsreform 2010 wurden zwölf Nachbargemeinden eingemeindet.
Die Stadt Grevena ist Bischofssitz (Mitropolis) der griechisch-orthodoxen Kirche.

## Geographie
Grevena nimmt das Tal des Oberlaufs des Flusses Aliakmonas und einiger Nebenflüsse ein, so des Greveniotikos und des Venetikos. Das Gebiet steigt nach Westen hügelig an und reicht weit in die Berge des nördlichen Pindos-Gebirges bis auf die Gipfel der Massive von Vouzia (2239 m ü. d. M.) Vasilitsa (2249 m), Avgo (2177 m) und Milia (2160 m). Östlich grenzt die Region Epirus an das Gemeindegebiet. Im Süden trennen die Ausläufer des Chasia-Massivs das Gebiet von Mittelgriechenland und der Gemeinde Kalambaka. Mit dem Vourinos erhebt sich ein auf 1866 Meter ansteigendes Bergmassiv im Nordosten der Gemeinde. Die nördlichen und östlichen Nachbargemeinden sind Nestorio, Voio, Kozani und Deskati.
Die Entfernungen zu den Nachbarstädten betragen (Luftlinie): nach Siatista im Nordnordosten 22 km, nach Kozani im Nordosten 40 km, nach Kastoria im Nordnordwesten 51 km, nach Metsovo im Südsüdwesten 41 km und nach Kalambaka 45 km. Nach Athen sind es etwa 308 km.

## Geschichte
Die Gegend wurde wahrscheinlich schon in der Jungsteinzeit (Neolithikum) bewohnt. Monumente der Jungsteinzeit wurden in Knidi (rund 13 km östlich der Stadt Grevena) gefunden, ebenso die Burgen in Spileo und Alatopetra. Weitere archäologische Funde belegen, dass die Gegend vor dem Jahre 1500 v. Chr. bewohnt wurde. In der Antike gehörte das Gemeindegebiet von Grevena im Norden zur Landschaft Orestis und im Süden zur Landschaft Elimea der antiken Region Makedonien.
Grevena wurde in der Herrschaftszeit des byzantinischen Reiches Bischofssitz (Mitropolis) der griechisch-orthodoxen Kirche. In der Regierungszeit des byzantinischen Kaisers Manuel I. Komnenos von 1143 bis 1180 übernahm ein Bischof aus Nafpaktos den Bischofssitz Grevena; dabei wurde die Region um den Bischofssitz als „bulgarisches Bistum“ bezeichnet.
Die osmanische Besatzung von Makedonien (1423 bis 1912) hatte keinen bemerkbaren Einfluss auf die Einwohner der Region, da diese wegen der Abgeschiedenheit kaum davon berührt wurden. Die große Anzahl an Klöstern in der Gegend half, den griechisch-orthodoxen Glauben zu erhalten. Der englische Reisende William Martin Leake beschrieb in seinen Reisen durch Nordgriechenland Anfang des 19. Jahrhunderts Grevena als Bischofssitz mit angrenzender osmanischer Siedlung, in der 80 Familien lebten; darüber hinaus gäbe es in der Gegend eine große Anzahl kleiner türkischer Siedlungen. Im Griechisch-Türkischen-Krieg von 1897 versuchten griechische Aufständische von Valtino aus, Grevena einzunehmen. Ihnen gelang ein Vormarsch auf die Ortschaft Kritades, wo die osmanische Garnison mit 400 Soldaten erfolgreich niedergekämpft wurde. Der osmanische Gegenangriff mit einer an Soldaten und Material überlegenen Streitmacht schlug die griechischen Aufständischen bei Krania am 5. April 1897 zurück. Die osmanische Herrschaft endete in Grevena Anfang November 1912. Griechische Truppen nahmen die Stadt im Rahmen des ersten Balkankrieges ein.
Nach der griechischen Niederlage im Griechisch-Türkischen Krieg von 1919 bis 1922 und dem Vertrag von Lausanne von 1923 wurden im Rahmen des sogenannten Bevölkerungsaustauschs griechische Flüchtlinge aus Kleinasien und Ostthrakien auch in Grevena angesiedelt. Die zuvor ansässige türkische Bevölkerungsgruppe wurde entweder im Rahmen der Balkankriege, des Ersten Weltkrieges oder im Rahmen des vorgenannten „Bevölkerungsaustausches“ vertrieben bzw. musste flüchten. Die zurückgelassenen Landbesitze wurden den griechischen Flüchtlingen zugewiesen. Konflikte um die zugewiesenen Ländereien eskalierten teilweise auch in Gewalt. Auch Griechen muslimischen Glaubens, sogenannte Valades mussten Grevena 1923 verlassen.
Der Zweite Weltkrieg begann für Grevena mit dem italienischen Angriff vom italienisch besetzten Albanien auf Griechenland am 28. Oktober 1940. Kampfhandlungen fanden während des Griechisch-Italienischen Krieges im Gebiet der Gemeinde Grevena aber nicht statt; der geplante Vormarsch der italienischen Streitkräfte wurde bereits Anfang November im Hochgebirge des Pindos aufgehalten und anschließend nach Albanien zurückgeworfen. Kampfhandlungen fanden aber nach dem deutschen Einmarsch in Nordgriechenland am 6. April 1941 (Unternehmen Marita) statt. Die 1. SS-Panzerdivision stieß am 9. April auf griechisches Staatsgebiet nördlich von Florina vor, passierte am 11. April den Klidi-Pass und eroberte am 12. und 13. April Ptolemaida und Kozani. Grevena gehörte als westlicher Posten zur als Aliakmonas-Linie bezeichneten Verteidigungsstellung von griechischen, englischen, neuseeländischen und australischen Truppen. Eine Abteilung der 1. SS-Panzerdivision schwenkte nach Südwesten und rückte über Siatista nach Grevena vor. Letzteres wurde am 17. April 1941 von deutschen Truppen erobert. Die deutschen Truppen blieben allerdings nicht dauerhaft in Grevena, da es zur italienischen Besatzungszone in Griechenland gehörte. Die von den italienischen Streitkräften besetzte Zone in Nordwest- und Westgriechenland wurde als Ciamuria bezeichnet, in Anspielung auf die Aromunen, welche auf diesem Gebiet siedelten. Im Mai 1943 eroberten griechische Partisanen der ELAS die Stadt Grevena von den Italienern vor deren Kriegseintritt von Italien auf Seiten der Alliierten im September des gleichen Jahres.
Das SS-Polizei-Grenadier-Regiment 8 unter der Leitung von Helmut Dörner verübte am 8. Juli 1944 im Dorf Grevena (Γρεβενά) der Ortschaft Grevena ein Kriegsverbrechen unter der dortigen Zivilbevölkerung. Das Dorf mit seinen rund 700 Einwohner war leer, da dessen Einwohner vor den Deutschen geflohen waren. Die Einheiten von Dörner trafen dennoch auf zwei Greise, die sie töteten. Drei weitere Kleinkinder wurden in der Umgebung aufgespürt und erschossen. Nach weiterer Durchkämmung des Gebietes trieben Angehörige des Regiments 42 Männer, Frauen und Kinder in einen Schafstall und zündeten diesen an. Die Menschen verbrannten bei lebendigem Leib. Nur ein kleiner Junge entkam, weil er durch einen Jaucheabfluss entkommen konnte. Er wurde jedoch verfolgt und erschossen. Als das Regiment sich am 13. Juli 1944 zurückzog, befahl Dörner die Ortschaft niederzubrennen. An das Massaker erinnert heute eine Gedenktafel.
Im griechischen Bürgerkrieg von 1946 bis 1949 wurde Grevena und Umgebung wiederholt zum Schauplatz von Kämpfen zwischen den linksgerichteten Aufständischen unter kommunistischer Führung und den regulären griechischen Streitkräften unter der Kontrolle der rechtsgerichteten Regierung in Athen. Im September 1946 eroberten die Aufständischen Positionen am Venetikos-Fluss, konnten diese aber nicht lange halten. Am 20. November 1947 etablierten die Aufständischen in der Ortschaft Anthrakia der heutigen Gemeinde Grevena ein Hauptquartier. Am 25. Juli 1947 griffen 1200 bis 1500 Aufständische die Stadt Grevena unmittelbar an, konnten die Stadt allerdings nicht erobern. Die nachfolgende Offensive der griechischen Armee führte durch Angriffe auf Ortschaften rund um Grevena und andere Städte in Westmakedonien und Epirus zu einer massiven Flüchtlingsbewegung aus den Dörfern in die Städte im August 1947. In der Stadt Grevena sollen sich Ende 1947 15.000 Flüchtlinge aufgehalten haben. Bei dem Kampf um Grevena im Juli 1947 hatten die Aufständischen 128 Tote, 135 Verwundete und 90 Gefangene zu verzeichnen.
Die Folgen von Zweitem Weltkrieg und griechischen Bürgerkrieg hatten schwere Auswirkungen auf die wirtschaftliche Grundlage der Menschen in Grevena, die Landwirtschaft. 1950 wies die Region um Grevena nur noch 30 % der Nutztierherden auf wie vor dem Zweiten Weltkrieg 1940.
Am 13. Mai 1995 erschütterte ein Erdbeben mit der Stärke 6,6 auf der Richterskala die Stadt und Gemeinde Grevena.

## Gliederung

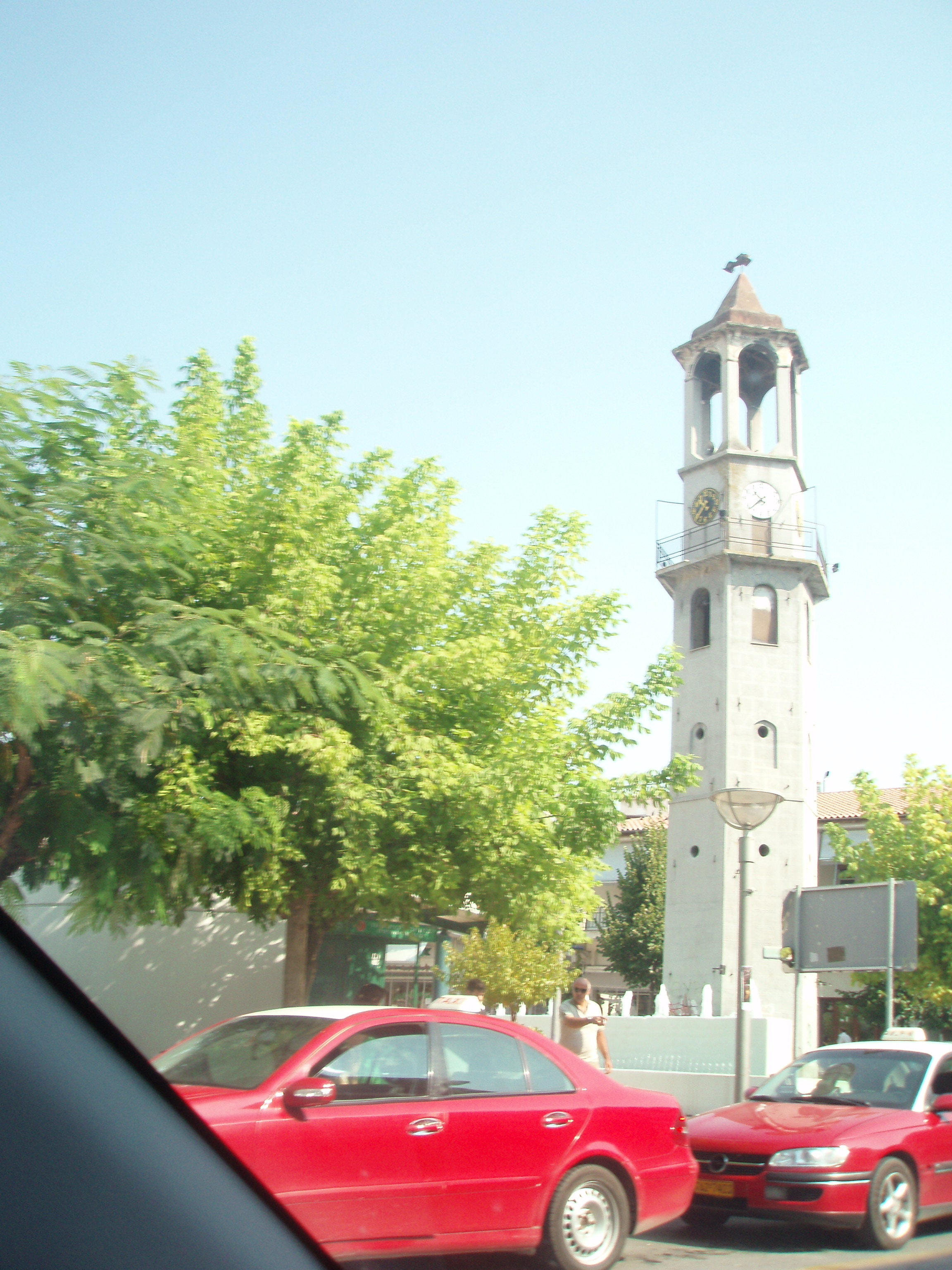
Uhrturm im Zentrum der Stadt Grevena

Schon 1997 wurde Grevena mit umliegenden Ortschaften und Gemeinden zu einer weit größeren Gemeinde zusammengefasst. Mit der erneuten Erweiterung 2010 wurde das Gemeindegebiet nochmals mehr als vervierfacht. Die bis dahin bestehenden Gemeinden haben jetzt den Rang von Gemeindebezirken (Ez. gr. dimotiki enotita), die vormaligen Gemeindebezirke der Vorgängergemeinden bilden einen Stadtbezirk (gr. dimotiki kinotita) und zahlreiche Ortsgemeinschaften (Ez. gr. topiki kinotita). Die Einwohnerzahlen richten sich nach den Angaben aus der Volkszählung 2011.
- Gemeindebezirk und Ortsgemeinschaft Avdella – Αβδέλλα – 280 Einwohner

- Gemeindebezirk Agios Kosmas – 870 Einwohner
  - Ortsgemeinschaft Agios Kosmas – Τ. Κ. Αγίου Κοσμά – 75 Einwohner
    - Agios Kosmas – Άγιος Κοσμάς – 49 Einwohner
    - Ano Ekklisia – Άνω Εκκλησία – 25 Einwohner
    - Ekklisia – Εκκλησία – 1 Einwohner

  - Ortsgemeinschaft Dasyllio – Τ. Κ. Δασυλλίου – 12 Einwohner
  - Ortsgemeinschaft Kalirachi – Τ. Κ. Καληράχης – 125 Einwohner
  - Ortsgemeinschaft Kalloni – Τ. Κ. Καλλονής – 6 Einwohner
  - Ortsgemeinschaft Kydonies – Τ. Κ. Κυδωνιών – 104 Einwohner
    - Kydonies – Κυδωνίες – 81 Einwohner
    - Lipsi – Λείψι – 23 Einwohner

  - Ortsgemeinschaft Kyparissi – Τ. Κ. Κυπαρισσίου – 43 Einwohner
  - Ortsgemeinschaft Megaro – Τ. Κ. Μεγάρου – 370 Einwohner
  - Ortsgemeinschaft Oropedio – Τ. Κ. Οροπεδίου – 110 Einwohner
  - Ortsgemeinschaft Trikorfo – Τ. Κ. Τρικόρφου – 25 Einwohner

- Gemeindebezirk und Ortsgemeinschaft Dotsiko – Δοτσικό – 39 Einwohner

- Gemeindebezirk und Ortsgemeinschaft Filippei – 179 Einwohner
  -     - Aetia – Αετιά – 34 Einwohner
    - Filippei – Φιλιππαίοι – 145 Einwohner
    - Kourouna – Κουρούνα – unbewohnt

- Gemeindebezirk Gorgiani – 885 Einwohner
  - Ortsgemeinschaft Kallithea – Τ. Κ. Καλλιθέας – 122 Einwohner
    - Kallithea – Καλλιθέα – 58 Einwohner
    - Prionia – Πριόνια – 64 Einwohner

  - Ortsgemeinschaft Kipouria – Τ. Κ. Κηπουρείου – 206 Einwohner
  - Ortsgemeinschaft Kranea – Τ. Κ. Κρανέας – 385 Einwohner
  - Ortsgemeinschaft Mikrolivado – Τ. Κ. Μικρολιβάδου – 56 Einwohner
  - Ortsgemeinschaft Pigaditsa – Τ. Κ. Πηγαδίτσης – 96 Einwohner
  - Ortsgemeinschaft Sitara – Τ. Κ. Σιταρά – 20 Einwohner

- Gemeindebezirk Grevena – Τ. Κ. Γρεβενών – 17.610 Einwohner
  - Stadtbezirk Grevena – Δ. Κ. Γρεβενών – 13.374 Einwohner
    - Doxaras – Δοξαράς – 208 Einwohner
    - Grevena – Γρεβενά – 13.137 Einwohner
    - Kalamitsi – Καλαμίτσι – 29 Einwohner

  - Ortsgemeinschaft Agii Theodori – Τ. Κ. Αγίων Θεοδώρων – 369 Einwohner
    - Agii Theodori – Άγιοι Θεόδωροι – 215 Einwohner
    - Anthrakia – Ανθρακιά – 103 Einwohner
    - Emilianos – Αιμιλιανός – 36 Einwohner
    - Despotis – Δεσπότης – 15 Einwohner

  - Ortsgemeinschaft Amygdalies – Τ. Κ. Αμυγδαλεών – 500 Einwohner
    - Agias Trias (Agia Triada) – Αγία Τριάς – 32 Einwohner
    - Amygdalies – Αμυγδαλιές – 446 Einwohner
    - Lochmi – Λόχμη – 22 Einwohner

  - Ortsgemeinschaft Elatos – Τ. Κ. Ελάτου – 177 Einwohner
    - Elatos – Έλατος – 164 Einwohner
    - Kastro – Κάστρο – 13 Einwohner

  - Ortsgemeinschaft Elefthero – Τ. Κ. Ελευθέρου – 229 Einwohner
    - Elefthero – Ελεύθερο – 57 Einwohner
    - Eleftheron Prosfygon – Ελεύθερον Προσφύγων – 172 Einwohner

  - Ortsgemeinschaft Fellio – Τ. Κ. Φελλίου – 1.094 Einwohner
    - Eleftherochori – Ελευθεροχώρι – 59 Einwohner
    - Fellio – Φελλίο – 1.035 Einwohner

  - Ortsgemeinschaft Kalochio – Τ. Κ. Καλοχίου – 106 Einwohner
    - Agapi – Αγάπη – 26 Einwohner
    - Kalochio – Καλόχιο – 31 Einwohner
    - Mesolakkos – Μεσόλακκος – 49 Einwohner

  - Ortsgemeinschaft Kyrakali – Τ. Κ. Κυρακαλής (Κυρακαλή) – 130 Einwohner
  - Ortsgemeinschaft Megalos Sirinos – Τ. Κ. Μεγάλου Σειρηνίου – 555 Einwohner
    - Mega Sirino – Μέγα Σειρήνιο – 461 Einwohner
    - Mikro Sirino – Μικρό Σειρήνιο – 94 Einwohner

  - Ortsgemeinschaft Myrsina – Τ. Κ. Μυρσίνης – 343 Einwohner
    - Asprokambos – Ασπρόκαμπος – 80 Einwohner
    - Myrsina – Μυρσίνα – 263 Einwohner

  - Ortsgemeinschaft Rodia – Τ. Κ. Ροδιάς (Ροδιά) – 252 Einwohner
  - Ortsgemeinschaft Syndendro – Τ. Κ. Συνδένδρου (Σύνδενδρο) – 383 Einwohner
  - Ortsgemeinschaft Vatolakkos – Τ. Κ. Βατολάκκου (Βατόλακκος) – 287 Einwohner

- Gemeindebezirk Irakleotes – 1.890 Einwohner
  - Ortschaft Agios Georgios – Τ. Κ. Αγίου Γεωργίου – 452 Einwohner
  - Ortsgemeinschaft Aidonia – Τ. Κ. Αηδονίων – 64 Einwohner
    - Aidonia – Αηδόνια – 53 Einwohner
    - Dasaki – Δασάκι – 11 Einwohner

  - Ortsgemeinschaft Kivotos – Τ. Κ. Κιβωτού – 417 Einwohner
  - Ortsgemeinschaft Klimataki – Τ. Κ. Κληματακίου – 82 Einwohner
  - Ortsgemeinschaft Kokkina – Τ. Κ. Κοκκινιάς – 242 Einwohner
    - Kokkinia – Κοκκινιά – 223 Einwohner
    - Nea Trapezous – Νέα Τραπεζούς – 19 Einwohner

  - Ortsgemeinschaft Milea – Τ. Κ. Μηλέας – 205 Einwohner
  - Ortsgemeinschaft Polydendro – Τ. Κ. Πολυδένδρου – 172 Einwohner
  - Ortsgemeinschaft Taxiarchis – Τ. Κ. Ταξιάρχου -- ο Ταξιάρχης – 256 Einwohner

- Gemeindebezirk und Ortsgemeinschaft Mesolouri – Μεσολούρι – 33 Einwohner

- Gemeindebezirk und Ortsgemeinschaft Perivoli – Περιβόλι – 21 Einwohner

- Gemeindebezirk und Ortsgemeinschaft Samarina – Σαμαρίνα – 378 Einwohner

- Gemeindebezirk und Ortsgemeinschaft Smixi – Σμίξη – 454 Einwohner

- Gemeindebezirk Theodoros Ziakas – 1.297 Einwohner
  - Ortsgemeinschaft Alatopetra – Τ. Κ. Αλατόπετρας – 76 Einwohner
  - Ortsgemeinschaft Anavryta – Τ. Κ. Αναβρυτών – 23 Einwohner
  - Ortsgemeinschaft Ziakas – Τ. Κ. Ζιάκα – 157 Einwohner
    - Perivolaki – Περιβολάκι – 12 Einwohner
    - Ziakas – Ζιάκας – 145 Einwohner

  - Ortsgemeinschaft Kosmati – Τ. Κ. Κοσματίου – 134 Einwohner
  - Ortsgemeinschaft Lavdas – Τ. Κ. Λάβδα – 49 Einwohner
  - Ortsgemeinschaft Mavranei – Τ. Κ. Μαυραναίων – 289 Einwohner
    - Marvonoros – Μαυρονόρος – 78 Einwohner
    - Mavranei – Μαυραναίοι – 229 Einwohner
    - Stavros – Σταυρός – 52 Einwohner

  - Ortsgemeinschaft Monachiti – Τ. Κ. Μοναχιτίου – 98 Einwohner
  - Ortsgemeinschaft Panorama – Τ. Κ. Πανοράματος – 32 Einwohner
  - Ortsgemeinschaft Polyneri – Τ. Κ. Πολυνερίου – 85 Einwohner
  - Ortsgemeinschaft Prosvorro – Τ. Κ. Προσβόρρου – 39 Einwohner
  - Ortsgemeinschaft Spileo – Τ. Κ. Σπηλαίου – 187 Einwohner
  - Ortsgemeinschaft Trikomo – Τ. Κ. Τρικώμου – 128 Einwohner
    - Parorio – Παρόρειο – 12 Einwohner
    - Trikomo – Τρίκωμο – 116 Einwohner

- Gemeindebezirk Ventzio – 1.969 Einwohner
  - Ortsgemeinschaft Exarchos – Τ. Κ. Εξάρχου – 110 Einwohner
    - Exarchos Έξαρχος – 62 Einwohner
    - Varis Βάρης – 48 Einwohner

  - Ortsgemeinschaft Kendro – Τ. Κ. Κέντρου – 232 Einwohner
    - Agalei – Αγαλαίοι – 47 Einwohner
    - Kendro – Κέντρο – 102 Einwohner
    - Nisi – Νησί – 83 Einwohner

  - Ortsgemeinschaft Knidi – Τ. Κ. Κνίδης – 610 Einwohner
    - Itea – Ιτέα – 133 Einwohner
    - Knidi – Κνίδη – 264 Einwohner
    - Mikroklisoura – Μικροκλεισούρα – 63 Einwohner
    - Pistiko – Πιστικό – 50 Einwohner
    - Poros – Πόρος – 100 Einwohner

  - Ortsgemeinschaft Paleochori – Τ. Κ. Παλαιοχωρίου – 237 Einwohner
  - Ortsgemeinschaft Pondini – Τ. Κ. Ποντινής – 333 Einwohner
  - Ortsgemeinschaft Pylori – Τ. Κ. Πυλωρών – 69 Einwohner
  - Ortsgemeinschaft Sarakina – Τ. Κ. Σαρακήνας – 378 Einwohner
    - Diporo – Δίπορο – 85 Einwohner
    - Neochori Νεοχώρι – 116 Einwohner
    - Sarakina – Σαρακήνα – 177 Einwohner

## Wirtschaft und Infrastruktur

### Wirtschaft
Die Einwohner leben von Landwirtschaft, Tierhaltung und Handwerk. Die Nutztierhaltung findet dabei in relativ großen Höhen von 1000 bis 1500 m statt, wo die Herden der Nutztiere bisweilen auch überwintern. Im Tal des Greveniotis wird Weizen, Gerste und andere Futtermittel angebaut.
Ein Teil der Bevölkerung arbeitet im Dienstleistungsbereich als Dienstleistungszentrum für den Regionalbezirk Grevena.
Das Skigebiet Vasilitsa liegt 45 km von der Stadt Grevena entfernt.